# Johann Heinrich August Mohn
Johann Heinrich August Mohn (* 1800; † 25. Mai 1872 in Hannover) war ein deutscher Geodät, Ingenieur, Baubeamter und Eisenbahn-Manager während der frühen Industrialisierung in den Ländern des Deutschen Bundes.

## Leben
Johann Mohn wurde als Sohn eines Zeichenlehrers und Glasmalers geboren. Er besuchte als Jugendlicher die Akademie der Bildenden Künste Dresden, bevor er 1817 zunächst als Assistent bei der Vermessung der Chaussee von Berlin nach Stettin begann und 1820 sein Examen als Feldmesser bestand. Anschließend errichtete er ein Zollgebäude, Kaimauern in Berlin, eine Kirche und – im Regierungsbezirk Köslin – die Chaussee von Jastron nach Landeck.
1830 begann Mohn sein Studium an der Berliner Bauakademie. Von 1831 bis 1837 war er insbesondere mit Landstraßen und Wasserbauten beschäftigt, bevor er schließlich zum Eisenbahnbau wechselte.
Zeitweilig arbeitete Mohn, unterdessen zum Baurat ernannt, als Direktor der Berlin-Anhaltischen Eisenbahn-Gesellschaft. Als technischer Hilfsarbeiter stand ihm in diesen Jahren unter anderem Adolf Funk zur Seite.
Spätestens im Jahr 1839 war Mohn als Ingenieur der Leipzig-Dresdner Eisenbahn-Compagnie beschäftigt und erteilte laut dem Staats-Handbuch für das Königreich Sachsen desselben Jahres als Lehrer in Leipzig zudem Unterricht im Straßen- und Wasserbau.
Die am 13. März 1843 in Hannover, der Residenzstadt des Königreichs Hannover, gegründete Königliche Eisenbahndirektion, die den Eisenbahn-Konstrukteur Ludwig Debo mit Detailzeichnungen für den Ersten Bahnhof in Hannover beauftragt hatte, hatte „für bessere, fachgerechte Pläne [... den] ‚Special-Direktor‘ Mohn von Berlin nach Hannover gerufen“. Mohn führte dann mit Hilfe von zwei Technikern des Unternehmens Borsig jedoch lediglich die Pläne für sämtliche Schuppen- und Werkstattgebäude in Hannover aus. Unter Mohns Leitung fertigte der Bauinspektor Adolf Funk „die Baupläne und Risse für die Maschinen- und Wagenreparatur-Gebäude“. Nachdem zusätzlich der Baukondukteur Ferdinand Schwarz am 15. Dezember 1843 nach Hannover gerufen wurde, legte dieser am 22. Januar 1844 von ihm ausgearbeiteten „speziellen Risse und Kostenanschläge sowie Leitung der Hochbauten“ vor. Ungeklärt blieb bis heute die Urheberschaft der Grundkonzeption des dann ausgeführten Empfangsgebäudes, die weder von Mohn noch von Schwarz stammte und auch nicht von Debo als alleinigem Urheber. Auch andere Architekten als Mitarbeiter am Entwurf sind denkbar, ebenso wie das ehemalige Mitglied der zuvor am 7. März 1843 aufgelösten Eisenbahn-Kommission, Georg Ludwig Friedrich Laves.
Nach der Eröffnung der ersten Eisenbahnstrecke im Königreich Hannover von Hannover nach Lehrte am 22. Oktober 1843 war unter der Leitung von Mohn schon im Folgejahr 1844 durch Andreas Christoph Friedrich Sohnrey ein Plan gezeichnet worden mit den bereits ausgeführten oder im Bau begriffenen Eisenbahn-Strecken Harburg-Lüneburg sowie Hannover-Lehrte-Braunschweig, Celle-Lehrte-Hildesheim, die sogenannte „Kreuzbahn“. Ferner enthielt der Plan die Bahnstrecken Bremen-Verden-Nienburg-Brokeloh-Neustadt-Hannover, auch Hannover-Wunstorf-Minden sowie Bremen-Verden-Kampen-Hudemühlen..., kurzum sämtliche seinerzeit projektierten Bahnstrecken im Königreich.
Nachdem sich der Gewerbeverein für das Königreich Hannover sowie die von diesem gegründete Höhere Gewerbeschule und auch der Hannoversche Künstlerverein gebildet hatten und um 1850 bereits „mehrere hundert gut ausgebildete Ingenieure im hannoverschen Staatsdienst tätig waren“, war auch der Bedarf einer Fachgesellschaft als Forum zum Gedankenaustausch speziell für Architekten und Ingenieure allein aus dem Hoch-, Tief- und Maschinenbau gestiegen. Schließlich initiierten Adolph Funk gemeinsam mit Mohn und dem Kammerrat E. A. Oppermann im Jahr 1851 die Gründung des Architekten- und Ingenieur-Vereins zu Hannover.